# Manuel Carrasco
Manuel Carrasco Galloso (Isla Cristina, Huelva, 15 de enero de 1981) es un cantante, compositor y músico español. Es conocido por haber participado en la segunda edición del concurso de telerrealidad musical Operación Triunfo. Actualmente reside en Pozuelo de Alarcón, Madrid, está casado con la periodista Almudena Navalón y tiene dos hijos.

## Trayectoria profesional

### 1981-2002: Primeros años
Es el cuarto de cinco hijos de José Carrasco y María Galloso. Desde que era pequeño mostró interés en la música, a los 11 años recibió guitarra y con lo cual comienza a participar en festivales escolares y posteriormente, en eventos musicales, además de desempeñarse como director de comparsas en su ciudad, fue pintor y actor.

### 2002-2003:Operación Triunfo 2002
Fue concursante de la segunda edición del reality Operación Triunfo, en el que logró clasificarse segundo tras Ainhoa Cantalapiedra. Fue uno de los concursantes con mayor apoyo del público en la edición, siendo favorito en cuatro ocasiones, en las galas 1.ª, 3.ª, 5.ª y 10.ª. Al ser uno de los tres ganadores optaría, junto a Ainhoa Cantalapiedra y Beth por representar a España en el Festival de Eurovisión 2003, celebrado en Riga. Carrasco presentó la propuesta «Viviré, moriré», canción que sería incluida en su primer disco. Sin embargo, la elegida para representar a España sería Beth con su tema «Dime». Así mismo, su segunda posición también le hacía meritorio de una carrera discográfica que le permitiría grabar su primer disco, titulado «Quiéreme».
Participaciones
| Gala    | Canción                               | Resultado                             |
| ------- | ------------------------------------- | ------------------------------------- |
| Gala 0  | «Remolino»                            | Entra en la Academia                  |
| Gala 1  | «Entra en mi vida» (con Hugo Salazar) | Favorito del público                  |
| Gala 2  | «Quisiera ser»                        | Salvado por el jurado                 |
| Gala 3  | «Tú me amas» (con Elena Gadel)        | Favorito del público                  |
| Gala 4  | «Sinceramente tuyo»                   | Salvado por el jurado                 |
| Gala 5  | «No sé tu» (con Tessa)                | Favorito del público                  |
| Gala 6  | «Loco por verte»                      | Nominado (salvado por los profesores) |
| Gala 7  | «Dime» (con Beth y Tessa)             | Salvado por el jurado                 |
| Gala 8  | «Llévatela» (con Joan Tena)           | Salvado por el jurado                 |
| Gala 9  | «Baila morena» (con Tony Santos)      | Salvado por el jurado                 |
| Gala 10 | «Amiga mía» (con Miguel Nández)       | Favorito del público                  |
| Gala 11 | «Toda la vida»                        | Salvado por el jurado                 |
| Gala 12 | «Corazón partío»                      | Puntuación: 9,4                       |
| Gala 13 | «Cuando vuelvo a tu lado»             | Finalista                             |
| Gala 14 | «Por ti yo iré»                       | Segundo lugar                         |

### 2003-2005: Debut discográfico y consolidación como artista
Su debut discográfico llegó en 2003 con «Quiéreme», producido por Miguel Ángel Arenas y grabado durante los meses de febrero y marzo en los Estudios Sintonía de Madrid. El disco es una combinación de música pop con aires flamencos. Conteniendo 13 temas, «Que corra el aire» fue el primer sencillo. Además, el disco contó con colaboraciones de artistas como Ketama y Pancho Céspedes, así como con cuatro canciones escritas por el propio Manuel Carrasco. El álbum superó las 200 000 copias vendidas y obtuvo el doble disco de platino.[cita requerida]
En marzo de 2004 gana en Puerto Rico el II Festival Mundial de la Canción representando a España con "Dibujar tu olvido". 
El segundo disco de Manuel y primero homónimo, lo consolida como artista llevándole a ofrecer más de 80 conciertos por toda España, publicado en octubre del 2004. La grabación del disco se llevó a cabo en el estudio del Ing. de sonido Roberto Maccagno, quien ya había colaborado con Niña Pastori y Alejandro Sanz, en Italia, muy cerca de Turín. Como productores ha contado con Jordi Armengol y Jordi Cristau. Con 50 000 copias vendidas de su disco, Manuel obtuvo un disco de oro.[cita requerida]

### 2006-2007:Tercera Parada
Después de más de dos años de gira de conciertos en España, saca en 2006 Tercera parada producido por Jordi Cristau, quien ya había producido su anterior álbum y Carlos Martín en la coproducción, a la que se sumó el propio Manuel Carrasco.
Tercera parada contenía trece canciones y un tema extra, dando un total de catorce temas que según Carrasco, "vinieron a mí y todas ellas fueron mecidas por el vaivén de la vida, hasta llegar aquí y hacer que una parte de mí sea ahora parte de ustedes".[cita requerida] Entre febrero y mayo de ese mismo año, se grabó el disco, principalmente, en el estudio "Music Lan", de Aviñonet de Puig Ventós, en la provincia de Gerona, y en el estudio "Dangerous Music Recording" de Nueva York, con músicos estadounidenses.
Al igual que el disco anterior, Manuel vuelve a alcanzar el disco de oro con 50 000 copias vendidas.

### 2008-2011:Inerciay expansión a Hispanoamérica
Su cuarto disco, Inercia, fue mezclado y grabado en Buenos Aires, Argentina, entre junio y julio de 2008. Fue producido por el argentino Cachorro López y publicado en dos versiones: la normal con 12 temas y la versión deluxe con tres temas Bonus y un DVD, sacado a la venta el 16 de septiembre de 2008; ganó un doble Disco de platino, aumentando las ventas en comparación a su anterior álbum. El disco tuvo como primer sencillo el tema "Sígueme" (con los coros a cargo de Alexander Batista, Claudio Ledda, y Flor Ciarlo), seguido de "Antes de ti" y de "Que nadie" con Malú. Con el tema “Que nadie”, a dúo con la cantante española Malú, se mantuvo N.º 1 de las listas durante más de siete semanas.
Asimismo, el disco le permitió darse a conocer en distintos países de Latinoamérica como México, Argentina, Chile, Puerto Rico, Costa Rica y Colombia. Además, algunas canciones de su álbum Inercia fueron utilizadas en la telenovela mexicana Cuando me enamoro.

### 2012:HablayHabla II
En 2012 produce su quinto trabajo discográfico Habla. Fue grabado durante el verano en el 33 Studio de Milán, siendo producido por el italiano Claudio Guidetti, quien ya había colaborado con artistas como Roberto Vecchioni, Eros Ramazzotti, Toquinho y Carmen Consoli. Fue sacado a la venta en enero, conformado por doce temas y dos sencillos, consolidándose con un Disco de platino, convirtiéndose en el álbum de 1.er lugar en ventas en iTunes y el artista con mayor cantidad de presentaciones durante 2012.

"Porque hablar es una forma de escucharte y de que te den la oportunidad de que te escuchen, para entender y que te entiendan... Es así como comprendí tantas cosas que no entendía. La palabra es la mejor arma del presente y del futuro… Y aunque a veces hablar en alto se hace difícil, es la única forma de entenderse… de que el corazón se alivie, de que se resuelvan los problemas y de que se abra la mente… Por eso este nuevo disco se llama así”

Después de once meses de éxito con el álbum, se edita Habla II, donde se reedita la última entrega con seis temas inéditos entre ellos «Mujer de las Mil Batallas» tema que pertenece a la campaña de Buckler 0,0 -8 Palabras, 1 Meta- donde 8 Mujeres que sufren cáncer de mama le aportan una palabra y con esas 8 palabras compone esta canción; una versión del tema «Prefiero Seguir Presente» y una colaboración especial en la reinterpretación de «Espera un Momento» con Miguel Poveda y Josemi Carmona.
Salió a la venta en noviembre de 2012 en dos ediciones: Normal, e Ilimitada; el disco se realiza con el fin de "mostrar al público lo que había quedado por hablar en el primer disco y así expresarlo en la reedición del disco".[cita requerida]
En 2019 reconoció las dificultades que tuvo para llevar la fama desde terminar OT, decidiendo en 2012 recibir terapia psicológica para mejorar de los problemas de ansiedad y relacionados que llevaba años sufriendo.

### 2013-2014: Diez años en la música y giraConfieso que he sentido
Como celebración del 10° aniversario de carrera, Manuel Carrasco recopiló sus mayores éxitos en su nuevo álbum «Confieso que he sentido», grabado en los estudios Kensaltown Recordings de Londres, producido por el ganador de tres Grammy, Martín Terefe. El disco salió a la venta en dos formatos: uno normal y otro con una parte acústica grabada en Tarifa. Además el recopilatorio consta con 22 temas de los cuales cuatro son inéditas, el sencillo «No dejes de soñar», «Aprieta», «Niña de la voz quebrada» y «Soy afortunado».

### 2015-2017: La Voz Kids España y sexto álbum
En 2015, participó como jurado en la segunda edición del talent show infantil "La Voz Kids" junto a David Bisbal y Rosario Flores. Como entrenador fue ganador del programa gracias al triunfo del joven sevillano José María. Durante este año, también presentó su nuevo sencillo «Ya no», producido por Pablo Cebrián, que se convirtió en uno de sus mayores éxitos. Un mes después presentó su nuevo disco titulado «Bailar el viento», con el cual se volvió a colocar en el N.º 1 de ventas en 2016. Con un total de 200.000 unidades, el cantante recibió cinco discos de platino, siendo su álbum más exitoso en su carrera. Asimismo, el 28 de febrero de ese mismo año, el onubense es galardonado con la medalla de Andalucía, premio que también recibió el bailaor Israel Galván.

### 2018: La cruz del mapa
El 2 de noviembre fue presentado «Me dijeron de pequeño». Posteriormente fueron lanzadas «Déjame ser» y «Llámame loco» que cosecharon un gran éxito. Tras varios rumores por el lanzamiento de estos temas, el 7 de diciembre del 2018 anunció, a través de distintas redes sociales, «La cruz del mapa», su octavo álbum y el cual vería la luz al final de año.

### 2022: Corazón y flecha
Cuatro años más tarde, el 25 de noviembre de 2022, sale al mercado el noveno álbum de estudio de Manuel Carrasco, bajo el título de Corazón y flecha, un trabajo que cuenta con la producción de Paco Salazar, quien ha trabajado con algunos destacados artistas del panorama musical español, como Dani Martín y Pablo Alborán, entre otros. El álbum está compuesto por once nuevos temas del artistas andaluz, del que se lanzaron como adelanto los sencillos Fue, Hay que vivir el momento, Coquito, Ayer noche y Eres. Precisamente este último, es una balada que el cantante dedica a una persona desconocida cuyo amor anhelamos. Por su parte, Ayer noche es un tema que Carrasco dedica a su tierra natal, Isla Cristina, Huelva, y para el que nos trae un vídeo grabado por sus calles con el que pretende realizar un homenaje a su pasado y a las gentes de su tierra, con los recuerdos que le trae la infancia.

2025 : Pueblo Salvaje ll
El  8 de mayo de 2025 lanza su décimo disco,                                       Pueblo Salvaje II .“Pueblo Salvaje II” , es un concepto que celebra nuestras raíces, nuestra naturaleza más pura y salvaje. Una obra que nos invita a conectar con nosotros mismos, mezclando la esencia del artista con culturas y sonidos llenos de contrastes. Este disco es una experiencia completa, concebido como disco conceptual, como un viaje musical, visual y emocional. En mayo de 2025 inicia una gira por España y Latinoamérica para presentar este disco.                                     

## Discografía
- Quiéreme (2003) 200 000 copias vendidas.Fue autor de solo 4 de las canciones.
- Manuel Carrasco (2004) 50 000 copias vendidas
- Tercera Parada (2006) 40 000 copias vendidas
- Inercia (2008) 80 000 copias vendidas
- Habla (2012) 40 000 copias vendidas
- Confieso que He Sentido (2013) 40 000 copias vendidas
- Bailar el Viento (2015) 200 000 copias vendidas
- La Cruz del Mapa (2018) 200 000 copias vendidas
- Corazón y Flecha (2022) 40 000 copias vendidas
- Pueblo Salvaje ll (  mayo de 2025 ) , se acaba de lanzar.

## Televisión
| Año  | Programa                      | Nota                          |
| ---- | ----------------------------- | ----------------------------- |
| 2003 | Operación triunfo 2           | Concursante                   |
| 2004 | Aquí no hay quien viva        | Cameo                         |
| 2013 | La Voz 2                      | Invitado especial             |
| 2015 | La Voz Kids 2                 | Coach                         |
| 2016 | La Voz... México              | Asesor junto a Gloria Trevi   |
| 2016 | Los ricos no piden permiso    | Actor invitado (capítulo 189) |
| 2016 | Gala Inocente, Inocente       | Invitado                      |
| 2017 | La Voz 5                      | Coach                         |
| 2018 | Gala 9 Operación Triunfo 2018 | Invitado                      |
| 2018 | Gala Inocente, Inocente       | Invitado                      |

#### Coach de La Voz y La Voz Kids
| Edición       | Año  | Cadena    | Finalista       | Posición |
| ------------- | ---- | --------- | --------------- | -------- |
| La Voz Kids 2 | 2015 | Telecinco | José María Ruíz | Ganador  |
| La Voz 4      | 2016 | Telecinco | Carlos Torres   | Segundo  |
| La Voz 5      | 2017 | Telecinco | Alba Gil        | Ganador  |

### Canciones para telenovelas
- En tierras salvajes - Ya no (2016)
- Quiero vivir a tu lado - Cuando llegó el momento (2017)
- Argentina, tierra de amor y venganza - Siendo uno mismo en cualquier parte (2019)

## Carnaval
En el Carnaval de Isla Cristina como componente, director o autor de música:

### Como componente
| Año  | Agrupación                       | Rol                                                 |
| ---- | -------------------------------- | --------------------------------------------------- |
| 1997 | Comparsa juvenil: La voz del mar | Dirección y componente (altos)                      |
| 1998 | Comparsa: Gepetto                | Dirección, autor de música y componente (altos)     |
| 1999 | Comparsa: Volcán                 | Dirección, autor de música y componente (guitarras) |
| 2000 | Comparsa: Don Juan               | Dirección, autor de música y componente (guitarras) |
| 2001 | Murga: ¿Cómo están ustedes?      | Autor de música y componente (guitarras)            |
| 2002 | Comparsa: Atahualpa              | Autor de música y componente (guitarras)            |

### Como autor de música
| Año  | Agrupación                                     | Rol             |
| ---- | ---------------------------------------------- | --------------- |
| 2005 | Comparsa: El enviado                           | Autor de música |
| 2014 | Comparsa: Los afortunados                      | Autor de música |
| 2015 | Comparsa: Nómadas                              | Autor de música |
| 2015 | Murga: Los canis der Karlos                    | Autor de música |
| 2016 | Comparsa: Los Inocentes                        | Autor de música |
| 2016 | Comparsa: Isleña-mente                         | Autor de música |
| 2017 | Comparsa: El aprendiz de la vida               | Autor de música |
| 2017 | Comparsa: Legión                               | Autor de música |
| 2018 | Comparsa: Latidos S.A. La fábrica de corazones | Autor de música |
| 2024 | Murga: Murga Infantil "Una noche en el museo"  | Autor de música |
| 2025 | Comparsa: Hagan apuestas                       | Autor de música |

## Premios
- 2004 - Festival Mundial de la Canción, ganador con "Dibujar tu olvido"
- 2016 -  Premio Ondas 2016, al mejor espectáculo musical por su concierto en el Estadio Olímpico de Sevilla.[26]
- 2016 -  Medalla de Andalucía por su intensa labor, musical.[27]
- 2020 -  Premio Odeón 2020, al mejor directo.[28]
- 2022 - Premio 40 Principales: Golden Music Awards, a la trayectoria.[29]
- 2023 - Premio Andalucía del Turismo, en la categoría de Embajador.[30]
- 2024 - Premio Odeón 2024, a la gira del año.[31]
- 2024 - Avenida con su nombre completo en Isla Cristina.